# American III: Solitary Man
American III: Solitary Man är ett album av Johnny Cash, utgivet 2000 som det tredje i hans American-serie.
Liksom de två föregångarna består det till stor del av covers. Mellan Unchained från 1997 och Solitary Man hade Cashs hälsa försämrats. Detta kan ses ha påverkat låtvalen, med låtar som "I Won't Back Down" och "I See a Darkness".
Albumet gästas bland annat av Tom Petty, som medverkar på de två inledande låtarna. Neil Diamond-covern "Solitary Man" belönades med en Grammy i kategorin Best Male Country Vocal Performance.

## Låtlista
1. "I Won't Back Down" (Jeff Lynne/Tom Petty) - 2:12
2. "Solitary Man" (Neil Diamond) - 2:28
3. "That Lucky Old Sun (Just Rolls Around Heaven All Day)" (Haven Gillespie/Harry Beasley Smith) - 2:38
4. "One" (Bono/Adam Clayton/The Edge/Larry Mullen Jr) - 3:55
5. "Nobody" (Egbert Williams) - 3:17
6. "I See a Darkness" (Will Oldham) - 3:45
7. "The Mercy Seat" (Nick Cave/Mick Harvey) - 4:38
8. "Would You Lay With Me (in a Field of Stone)" (David Allan Coe) - 2:44
9. "Field of Diamonds" (Johnny Cash/Jack Routh) - 3:18
10. "Before My Time" (Johnny Cash) - 2:58
11. "Country Trash" (Johnny Cash) - 1:50
12. "Mary of the Wild Moor" (Dennis Turner) - 2:35
13. "I'm Leavin' Now" (Johnny Cash) - 3:09
14. "Wayfaring Stranger" (trad.) - 3:20